# Sylvester Ahola
Sylvester Ahola, auch Hooley, (* 24. Mai 1902 in Gloucester, Massachusetts; † 13. Februar 1995) war ein US-amerikanischer Jazztrompeter und Kornettist.

## Leben
Ahola (dessen Familie finnischen Ursprungs ist) begann als Schlagzeuger und wechselte noch als Kind zu Trompete und Kornett. Er spielte mit dem Orchester von Frank Ward, bei dem er 1924 aufnahm (nicht veröffentlicht), und ab 1926 in dem von Paul Specht, mit dem er auch 1926 in England spielte. Danach war er bei Ed Kirkeby, den The California Ramblers (mit denen er seine ersten veröffentlichten Aufnahmen machte) und in der Band von Adrian Rollini und Peter Van Steeden. 1927 ging er wieder nach England, wo er sehr erfolgreich war, viel aufnahm und insbesondere ab Ende 1928 im Orchester von Bert Ambrose spielte. Wegen Schwierigkeiten mit den britischen Gewerkschaften zog er 1931 zurück nach New York. Er spielte wieder bei Van Steeden und nahm noch einmal mit Ed Kirkeby Anfang der 1930er Jahre auf. Danach war er bis 1940 in der Studioband von NBC. Anschließend zog er in seine Heimatstadt Gloucester und war als Musiker nur noch auf lokaler Ebene aktiv. In seinen letzten Jahren spielte er noch einmal mit dem Cape Ann Symphony Orchestra.